# Sibine quellans
Sibine quellans är en fjärilsart som beskrevs av Dyar 1927. Sibine quellans ingår i släktet Sibine och familjen snigelspinnare. Inga underarter finns listade i Catalogue of Life.